# 77e bataillon de tirailleurs sénégalais
Le 77e Bataillon de Tirailleurs Sénégalais (ou 78e BTS) est un bataillon français des troupes coloniales.

## Création et différentes dénominations
- 23/06/1916: Formation du 77e Bataillon de Tirailleurs Sénégalais à Saint-Raphaël

## Chefs de corps
- Commandant Colonna d'Istria
- 28/02/1917: Capitaine Capdevielle Fidel
- 01/04/1917: Chef de bataillon Lamoureux
- 07/02/1918: Chef de bataillon Charras

## Historique des garnisons, combats et batailles du77eBTS
- 03/07/1916: Le bataillon envoie 200 tirailleurs pour la formation du 81e BTS
- 03/08 au 07/10/1916: Séjour dans la Somme, à l'arrière du front
- 17/10/1916: Embarquement à destination de Djibouti

- 17/02/1917: Ramené en France pour être acheminé à l'Armée d'Orient), il est torpillé à bord de l'Athos. Au cours du naufrage, le commandant Colonna d'Istria (chef du bataillon) ainsi que 4 officiers, 8 sous-officiers, 9 caporaux et soldats européens et 127 indigènes vont trouver la mort. Le comportement du bataillon lors du naufrage lui vaudra une citation à l'ordre de l'armée.
- 26/02/1917: Débarqué à Marseille, le bataillon est dirigé sur les camps de Fréjus, où il est reconstitué. Une Compagnie de mitrailleuse est formée et le bataillon est organisé sur le modèle de 1re ligne du Front Nord-Est
- 08/05/1917: Le bataillon est embarqué, en 2 échelons à destination du camp de Mailly. Ces échelons arrivent le 10 et le 11 à Mailly
- 11/05 au 05/09/1917: Instruction au camp de Mailly
- 03/09/1917: Déplacement à Mourmelon-le-Petit. Le bataillon est rattaché comme 4e bataillon du 100e RI, dépendant de la 134e DI
- 19/09/1917: Mouvement à Baslieux-sous-Châtillon
- 20/09/1917: Cantonnement à La Veuve
- 21/09/1917: Cantonnement à Mareuil-sur-Ay
- 22/09/1917: Cantonnement à Baslieux-sous-Châtillon, reprise de l'instruction
- 30/09/1917: Mouvement à Damery, poursuite de l'instruction
- 08/10/1917: Mouvement du bataillon près des lieux de travaux qui lui sont assignés: 1reet 2e compagnies au service des Forêts, 3e et 4e compagnies au service des Routes
- 17/11/1917: Départ du bataillon en gare d'Épernay à destination du Midi
- 20/11/1917: Arrivée à Fréjus, le bataillon est cantonné au camp Largeau (hivernage) ; reprise de l'instruction

- 25/04/1918: Le bataillon quitte Fréjus à destination de la zone des Armées, en deux échelons
- 27/04/1918: Arrivée du premier échelon à Marrou
- 28/04/1918: Arrivée du deuxième échelon à Marrou
- 29/04/1918: Le bataillon va cantonner au camp de Bois-l'Évêque; instruction. Le bataillon est rattaché au 150e RI, 15e DI
- 20/05/1917: Le bataillon reçoit l'ordre d'aller cantonner à Blénod-lès-Toul, seule la 4e compagnie restera à Bois-l'Évêque
- 29/05/1918: Embarquement en gare de Domgermain
- 30/05/1918: Débarquement en gare d'Épernay et mouvement à Champlat-et-Boujacourt. Le bataillon monte en ligne dans le secteur du village de Jonquery; 1 tué
- 31/05 - 06/07/1918: Le bataillon est en secteur, il essuie et repousse plusieurs attaques ennemies. Les pertes s'élèvent à 24 tués, 230 blessés et 48 disparus
- 03/07/1918: Le bataillon est renforcé par la 1re compagnie du 104e BTS (renfort de 198 hommes)
- 07/07/1918: Le bataillon est relevé est prend une position au bois de Rodenat. Organisation de la position
- 15/07/1918: Le bataillon essuie des tirs d'artillerie, en partie d'obus toxiques, puis des vagues d'assaut ennemi lui causant de lourdes pertes. Malgré les renforts il est contraint de se replier au sud-est de Bois du Roi. Pertes de la journée: 14 tués, 153 blessés et 80 disparus
- 16/07/1918: Organisation de la position puis bascule en cantonnement d'alerte (à 22H) à Fleury-la-Rivière. Pertes de la journée: 1 tué, 22 blessés et 1 disparu. Le bataillon reçoit un renfort de 70 hommes
- 17/07/1918: Le bataillon part occuper un secteur entre Romery et Hautvillers
- 20/07/1918: Le bataillon est retiré de la bataille et va cantonner à Monthelon
- 21/07/1918: Mouvement et cantonnement à Congy
- 22/07/1918: Mouvement et cantonnement à Gourgançon
- 26/07/1918: Le bataillon embarque en gare de Sommesous et débarque à Thaon-les-Vosges; il va cantonner à Hennencourt
- 30/07/1918: Mouvement et cantonnement à Nomexy
- 01/08/1918: Il reçoit en renfort une compagnie du 107e BTS, qui devient sa 3e compagnie
- 17/08/1918: Mouvement et cantonnement à Bainville-aux-Miroirs
- 18/08/1918: Mouvement et cantonnement à Azelot et Burthecourt
- 19/08/1918: Mouvement et cantonnement à La Meuvelotte
- 21/08/1918: Le bataillon est accolé au 150e RI, les compagnies sont réparties dans les bataillons de ce régiment et vont occuper des secteurs autour de Champenoux
- 28/08/1918: Le bataillon reçoit un renfort de 47 hommes du 6e RIC
- 21/08/1918: La 2e compagnie effectue un coup de main dans le village d'Attilloncourt et ramène 3 prisonniers allemands
- 13/10/1918: Reconstitution du bataillon, mouvement et cantonnement à Vigneulles et Saffais
- 15/10/1918: Mouvement et cantonnement à Clayeures et Bremoncourt
- 19/10/1918: Embarquement par voie ferrée et mouvement à Bussy-le-Repos
- 27/10/1918: Mouvement dans la région d'Auve
- 28/10/1918: Cantonnement à Wargemoulin-Hurlus
- 29/10/1918: Cantonnement à Gratreuil
- 30/10/1918: Mouvement pour aller à l'ouest de Vouziers
- 31/10/1918: Mouvement pour aller prendre des postes d'attaque dans le secteur de Vouziers
- 01/11/1918: Préparation d'artillerie en vue de l'attaque mais violentes ripostes ennemies, le bataillon ne peut progresser. Pertes: 26 tués, 130 blessés et 20 disparus
- 02/11/1918: Nouvelle attaque précédée d'un barrage d'artillerie: le bataillon parvient à progresser (6 blessés et 1 disparu)
- 03/11/1918: Continuation de la progression en direction de Noirval et Châtillon-sur-Bar (15 blessés et 1 disparu)
- 05/11/1918: Continuation de la progression
- 06/11/1918: Continuation de la progression et cantonnement à Tannay
- 08/11/1918: Cantonnement à Longwé
- 10/11/1918: Cantonnement à Somme Tourbe
- 30/11/1918: Embarquement en gare de Valmy à destination de Marseille
- 03/12/1918: Arrivée et cantonnement à Marseille, les tirailleurs sont employés aux travaux du port ou aux exercices

## Faits d'armes faisant particulièrement honneur au bataillon
Citation:

Ordre général - Camps de Saint-Raphaël
A donné le plus exemple de sang-froid et de discipline. Les factionnaires sont morts à leurs postes en exécutant leurs consignes.

### Sources et bibliographie
Mémoire des Hommes